# 巴利阿里群島區旗
巴利阿里群島區旗是西班牙巴利阿里群島自治區的區旗，這面區旗於1983年開始使用。區旗圖案來自於令旗（也是加泰隆尼亞旗幟）的設計。區旗左上角是一個城堡圖案。

## 下属主岛旗帜
| 位置 | 旗帜 | 中文译名   | 西班牙语名称 |
|      |      | 馬略卡島   | Mallorca     |
|      |      | 梅诺卡岛   | Menorca      |
|      |      | 伊维萨岛   | Ibiza        |
|      |      | 福门特拉岛 | Formentera   |